# Prodotia
Prodotia là một chi ốc biển, là động vật thân mềm chân bụng sống ở biển trong họ Prodotiidae.

## Các loài
Các loài trong chi Prodotia gồm có:
- Prodotia castanea (Melvill, 1912)
- Prodotia crocata (Reeve, 1846)[2]
- Prodotia iostoma (Gray, 1834)[3]
- Prodotia lannumi (Schwengel, 1950)
- Prodotia townsendi (Melvill, 1918)

Đồng nghĩa
- Prodotia iostomus [sic] accepted as Prodotia iostoma (Gray, 1834)
- Prodotia naevosa (Martens, 1880): synonym of Sinetectula naevosa (E. von Martens, 1880) (new combination)
- Prodotia shepstonensis (Tomlin, 1926): synonym of Sinetectula shepstonensis (Tomlin, 1926) (new combination)